# Latijn
Latijn (Lingua Latina) is een Italische taal die oorspronkelijk werd gesproken door de Latijnen, onder wie ook het bekendste Latijnse volk, de Romeinen. Door de erfenis van de Romeinse beschaving ontwikkelde het Latijn zich tot een wereldtaal, gebruikt onder meer in het onderwijs, de wetenschap en de diplomatie. Hoewel het nu een dode taal is, wordt het Latijn nog steeds op veel scholen aangeleerd en gebruikt in de Rooms-katholieke kerk. Vele takken van de wetenschap en het recht maken gebruik van een Latijnse terminologie. Het Latijn heeft ook een grote invloed gehad op de woordenschat van veel andere talen. De Romaanse talen, die nu door een groot deel van de mensheid worden gesproken, zijn rechtstreeks uit het Latijn ontstaan.
De Latijnen waren een volk dat vanaf het eerste millennium voor Christus in de streek Latium (het huidige Lazio, Italië) woonde. De naam van de taal is afgeleid van deze streeknaam. Doordat de stad Rome vanaf 500 v.Chr. in dit gebied haar politieke en militaire invloed vergrootte, werd ook haar taal buiten de stadsgrenzen verspreid. Rome werd de hoofdstad van het Romeinse Rijk, dat bleef groeien tot het in de tweede eeuw na Christus zijn grootste omvang bereikte.
Nog tot het einde van de eerste eeuw na Christus werd in Rome meer Koinè-Grieks gesproken dan Latijn. Latijn was vooral de omgangstaal in Spanje, Gallië, Italia, Britannia en Africa. Latijn was de taal van de overheid en literatuur. Het werd geleidelijk aan de voertaal in het westelijke deel van dit rijk, terwijl het Koinè-Grieks dat in het oostelijke deel was en bleef.

## Geschiedenis

### Oudlatijn

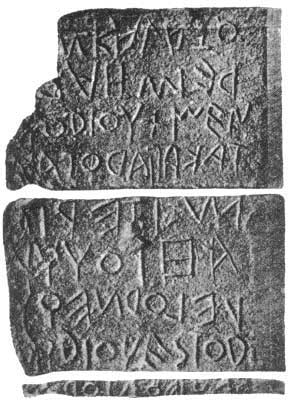
Lapis niger met Latijnse inscriptie (6e eeuw v. Chr.)

De oudste Latijnse tekst dateert vermoedelijk uit de 7e eeuw v.Chr. Het betreft hier de woorden MANIOS MED FHEFHAKED NVMASIOI ('Manius maakte me voor Numerius') ingegrift op een kledingspeld, de zogeheten Fibula van Praeneste, waarvan de authenticiteit lange tijd werd betwist, tot nieuw onderzoek in 2011 uitwees dat de inscriptie wel degelijk authentiek is. Andere oude teksten zijn te vinden op de Duenos-inscriptie en de Lapis niger (afbeelding rechts) uit de 6e eeuw v.Chr.
In deze vroegste periode werd Rome sterk door de Etrusken beïnvloed. Zij bewoonden een groot gebied ten noorden van Latium. De Romeinse religie en architectuur zijn bijvoorbeeld geheel op Etruskische voorbeelden geënt. Tevens is het Romeinse alfabet gebaseerd op het Etruskische alfabet (dat op zijn beurt weer van het Grieks alfabet was afgeleid). De Etruskische taal zelf heeft op het Latijn overigens niet veel invloed gehad, op enkele leenwoorden na, waarvan persōna ‘(toneel)rol; masker’ het bekendste is: het Nederlandse persoon is ervan afgeleid.

### Klassiek Latijn
In de loop van de 2e eeuw v.Chr. werd het Latijn een literaire taal. De taal werd gestandaardiseerd, kreeg een conservatieve tendens en in de zinsbouw trad een systematisering op. De afstand tot de omgangstaal, die Volkslatijn of vulgair Latijn wordt genoemd, nam hierdoor sterk toe. Met name Cicero en Caesar zetten de toon voor klassiek Latijn in de eerste eeuw voor Christus. Het Latijn van de eerste eeuw voor Christus wordt soms gouden Latijn genoemd, het Latijn daarvoor eerder Oud-Latijn.

### 'Latijn van de eerste eeuw na Christus'
Deze vorm van Latijn werd vanaf ca. de tweede helft van de eerste eeuw na Christus gebruikt, onder andere door Tacitus. Het is nog grotendeels klassiek, maar met wat kleine afwijkende stijlkenmerken.

### Laat- en christelijk Latijn
Deze vorm bevat wat meer afwijkingen, maar nog steeds niet erg veel. Duidelijk merkbaar is de invloed van christelijke terminologie (Bijbel).

### Kerklatijn
Het kerklatijn is het Latijn zoals dat wordt gebruikt in de boeken van de Katholieke Kerk: de vertalingen in het Latijn van het Oude en het Nieuwe Testament, de gebedenboeken en de liturgische boeken. Het was tot het Tweede Vaticaans Concilie ook de enige taal die gebruikt werd in de (Latijnse ritus van de) liturgie.

### Middeleeuws Latijn
Vanuit de dialecten van het vulgair Latijn ontstonden geleidelijk aan verschillende groepen talen: de Romaanse talen, met als belangrijkste subgroepen de Gallo-Romaanse en de Ibero-Romaanse talen. Het geschreven Latijn van de middeleeuwen was geen levende volkstaal meer, en werd in toenemende mate gekenmerkt door afwijkingen van de klassieke norm. Zo vermeden de middeleeuwse schrijvers klassiek Latijnse constructies die niet strookten met hun taalgevoel. Vaak werden constructies gebruikt die meer overeenkwamen met de toenmalige Romaanse talen, zelfs wanneer deze constructies in klassiek Latijn apert 'verboden' waren, bijvoorbeeld:
- Sic (= zo, als volgt) werd gebruikt als 'ja'.
- De aanwijzende voornaamwoorden ille en illa (= die, dat) werden steeds meer als lidwoord gebruikt. Vanuit 'ille' en 'illa' ontstonden respectievelijk de lidwoorden le en la (Frans), el en la (Spaans) en il en la (Italiaans).

Daarnaast kregen Latijnse woorden vaak een iets andere betekenis om middeleeuwse maatschappelijke instituties aan te duiden. Bijvoorbeeld miles (soldaat) betekent in middeleeuwse teksten bijna altijd ridder. Ook werden er voor dergelijke instituties vaak Keltische en Germaanse leenwoorden ingevoerd, zoals feodum voor leen.
De kwaliteit van de Latijnse teksten uit de middeleeuwen wisselt sterk, en op elk moment zijn er auteurs die het klassieke voorbeeld blijven navolgen. Zo is het Latijn van de biograaf van Karel de Grote, Einhard, en dat van de intellectueel Abélard gemeten naar de maatstaf van het klassiek Latijn van hoge kwaliteit. Een voorbeeld van een minder pretentieuze tekst die sterk afwijkt van het klassiek Latijn, is het werk over de Aziatische reis van Johannes van Pian del Carpine.

### Neolatijn
Met de opkomst van de renaissance, eerst in Italië en later over heel Europa, ontwikkelde het Latijn zich in twee richtingen. De dichter Petrarca keerde zich in de veertiende eeuw af van de wildgroei in het middeleeuwse Latijn en zocht in de klassiek-Latijnse literatuur (met name bij Cicero) naar de correcte Latijnse woordenschat en syntaxis, zonder de taal te vernieuwen. Tegelijk ontstond er bij intellectuelen die wel vooruit keken, de behoefte aan Latijnse termen voor het nieuwe wereldbeeld, de nieuwe wetenschap en de nieuwe literatuur van de renaissance. Eind vijftiende, begin zestiende eeuw vernieuwde Erasmus het theologisch Latijn van de Romeinse bisschop Augustinus. De architect Palladio deed vijftig jaar later hetzelfde met het technische Latijn van de Romeinse architect Vitruvius. De filosoof en wiskundige Descartes vernieuwde in de zeventiende eeuw het Latijnse intellectuele instrumentarium van de advocaat, schrijver en politicus Cicero. Honderden nieuwe woorden werden gemaakt, en veel uitdrukkingen kregen een nieuwe betekenis. Deze ontwikkeling van het Latijn zet zich voort tot op de dag van vandaag.

## Uitspraak
In de loop van zijn lange bestaan is de uitspraak van het Latijn verre van uniform geweest. Naast de fonetische ontwikkelingen die het gesproken Latijn doormaakte sinds de klassieke periode en die uiteindelijk resulteerde in de afzonderlijke Romaanse talen, hebben zich gedurende eeuwen verschillende nationale tradities ontwikkeld, die gebaseerd waren op de uitspraakregels van de afzonderlijke landstalen. Er begint zich een standaardversie van het klassiek Latijn meer en meer aan invloed te winnen. Hoewel het klassieke Latijn een dode taal is, hebben wetenschappers door onderlinge vergelijking van geschreven bronnen de vermoedelijke uitspraak weten te reconstrueren. De uitspraak die op de meeste scholen wordt geleerd, is niet meer dan een praktische benadering van deze klassieke uitspraak.
De uitspraak van het kerkelijk Latijn dat in de rooms-katholieke ritus wordt gebruikt, volgt in grote lijnen de klankvorming van het Italiaans, maar kent tal van "nationale" afwijkingen.

## Gebruik van het Latijn (vroeger en nu)
In (grote delen van) de wetenschap werd ook na de val van het Romeinse Rijk het Latijn nog als voertaal gebruikt, tot de achttiende eeuw.
In de huidige tijd komt Latijn nog voor:
- in wetenschappelijke termen;
  - in de taalkunde, in diverse taalkundige termen (onder andere namen van stijlfiguren);
  - in de geologie, bijvoorbeeld avulsie, matrix, enz.;
  - in de biologie, in wetenschappelijke namen van organismen en in anatomische termen, bijvoorbeeld musculus, "spier";
  - in de sterrenkunde hebben de sterrenbeelden officiële Latijnse namen (Ursa Major, Coma Berenices, Leo ...) en worden veel sterren aangeduid met de naam van het sterrenbeeld in de genitief (alpha Centauri, 61 Cygni, iota Orionis...)
  - in de geneeskunde, bijvoorbeeld op doktersrecepten;
- in het juridische taalgebruik, bijvoorbeeld pacta sunt servanda, nemo tenetur, actio pauliana;
- in het dagelijks gebruik, in termen als bijvoorbeeld nihil, quasi, super, anti, status quo, cum laude, anno 2021;
- in de Katholieke Kerk, die het Latijn als officiële taal gebruikt voor veel documenten, als liturgische taal bij veel rituelen, de bediening van de sacramenten, de viering van de Heilige Mis en als officiële taal van de Heilige Stoel (Kerklatijn);
- als toepassing in chronogrammen.

Veel Nederlandse woorden hebben een Latijnse herkomst, al is het Nederlands een Germaanse taal. Voorbeelden zijn de namen van de maanden. Zie ook: Lijst van Latijnse spreekwoorden en uitdrukkingen.
Volgens sommigen is het Latijn nog steeds een levende taal. Zo leeft het Latijn voort in de katholieke liturgie en communicatie in het Vaticaan, of zelfs in moderne Romaanse talen zoals het Italiaans, Spaans of Frans. Het is nuttig om Latijn (en/of Grieks) te kennen om het religieuze en filosofische erfgoed van de Europese beschaving te ontdekken en te kunnen doorgronden. Ook bij de studie van rechten, medicijnen of biologie is de kennis van het Latijn van nut. Kennis van het Latijn geeft bovendien een beter inzicht in moderne talen, bijvoorbeeld in hun grammaticale structuur.
Ook wordt er in bepaalde scholen en universiteiten Latijn nog levend onderwezen, bijvoorbeeld in de Academia Vivarium Novum te Rome. Men probeert op deze manier de humanistische waarden van de renaissance terug tot leven te brengen. De studenten en leerkrachten spreken, lezen en schrijven ook Latijn. Het aantal mensen dat Latijn spreekt wordt zeer gevarieerd ingeschat. Het aantal zou tussen de vijfhonderd en de tienduizend liggen.

### Latijn-onderwijs in het secundair onderwijs
Zowel in Nederland als in België wordt het Latijn (klassieke talen) op school onderwezen: in Nederland op het gymnasium, in Vlaanderen in een aantal studierichtingen van het algemeen secundair onderwijs.
Uit onderzoek blijkt dat leerlingen die Latijn volgen daardoor niet slimmer worden. Door het volgen van Latijn scoren ze niet beter op intelligentie, taalvaardigheid en motivatie. Volgens onderzoeker Cathy Hauspie blijkt het zogenoemde Latijn-voordeel vooral in de instroom te zitten: scholieren die voor Latijn kiezen, scoren vanaf het begin al beter op intelligentie en taalvaardigheid. Op het einde van de rit wordt het verschil met andere leerlingen niet groter. Een slimme leerling die kiest voor Latijn, zal dus niet per se slimmer worden dan als die voor economie zou kiezen. Enkel op woordenschat scoren leerlingen die Latijn volgen beter.

## Schrijfwijze
De Romeinen gebruikten geen interpunctie of spaties. Als er helemaal geen woordscheiding toegepast wordt, wordt dat aangeduid als scriptio continua. Verder schreven ze officiële teksten, zoals op monumenten, gewoonlijk met hoofdletters, de zogenaamde capitalis monumentalis. Wat in moderne schrijfwijze wordt weergegeven als Senatus Populusque Romanus (SPQR, "De Senaat en het volk van Rome") zag er destijds bijvoorbeeld als volgt uit: SENATVSPOPVLVSQVEROMANVS.
Het principe van woordscheiding kenden ze al wel; als ze woorden scheidden maakten ze daarvoor meestal gebruik van punten.
De Romeinen pasten al een cursief schrift toe. Dit schrift was streekgebonden en daarom niet geschikt om in het hele rijk te gebruiken. Voor boeken (boekrollen en codices) werd zelden gebruik gemaakt van de capitalis monumentalis. Vaker werd gebruik gemaakt van de iets rondere capitalis rustica, de ronde unciaal en de half-unciaal.
De letters j en w kwamen niet in het Latijnse alfabet voor. Voor de letters u en v werd één letter gebruikt - afhankelijk van het schrift de u of de v. Afhankelijk van de uitspraak wordt de i in de moderne tijd vaak (maar niet altijd) als i of j geschreven, en de u/v als u of v; DEIVRE of DE IVRE wordt bijvoorbeeld de jure. De w wordt gebruikt voor eigennamen uit andere talen. Een tussenvorm komt ook voor, met wel een u, maar geen j.